# Bắc Macedonia
Bắc Macedonia, quốc hiệu là Cộng hòa Bắc Macedonia, là một quốc gia nội lục ở Đông Nam Âu, giáp với Serbia và Kosovo về phía bắc, Albania về phía tây, Hy Lạp về phía nam và Bulgaria về phía đông. Dân số của Bắc Macedonia là 1,83 triệu người.
Bắc Macedonia có những tranh chấp với Hy Lạp về tên gọi do Macedonia (tiếng Hy Lạp: Μακεδονία) là tên của một vùng đất cổ nằm trên lãnh thổ nhiều quốc gia khác nhau và có lịch sử với văn hóa gắn liền Hy Lạp. Năm 1991, Bắc Macedonia tách ra khỏi Cộng hòa Liên bang Xã hội chủ nghĩa Nam Tư và gia nhập Liên Hợp Quốc với tên gọi Cộng hòa Nam Tư Macedonia cũ, nhưng tên gọi Cộng hòa Macedonia cũng được dùng rộng rãi. Ngày 12 tháng 6 năm 2018, Macedonia và Hy Lạp ký Hiệp định Prespa chấm dứt tranh chấp đặt tên Macedonia 27 năm, theo đó Macedonia đổi quốc hiệu thành Bắc Macedonia. Ngày 12 tháng 2 năm 2019, Hiệp định Prespa bắt đầu có hiệu lực.
Bắc Macedonia là thành viên Liên Hợp Quốc, Tổ chức Thương mại Thế giới và NATO và là một ứng cử viên gia nhập Liên minh châu Âu.

## Tên gọi
Tên của quốc gia này bắt nguồn từ từ tiếng Hy Lạp Μακεδονία (Makedonía), tên gọi về một quốc gia của người Makedonía cổ đại. Tên người Makedonía, Μακεδόνες (Makedónes), bắt nguồn từ một chữ của tiếng Hy Lạp cổ đại là μακεδνός (makednós), có nghĩa là "cao, thon nhọn", cũng cùng chung nguồn gốc với danh từ μάκρος (mákros), nghĩa là "chiều dài" trong cả tiếng Hy Lạp cổ đại và hiện đại. Tên này được cho là có nghĩa nguyên là "người vùng cao nguyên" hay "người cao", có thể ám chỉ đến tầm vóc cao lớn của người Makedonía cổ đại hoặc nói đến địa hình vùng núi cao nơi họ sinh sống.
Ngày 17 tháng 6 năm 2018, Thủ tướng Macedonia Zoran Zaev gặp Thủ tướng Hy Lạp Alexis Tsipras tại hồ Prespa, ngay khu biên giới giữa Hy Lạp, Macedonia và Albania, để ký Hiệp định Prespa nêu rõ việc Macedonia sẽ đổi tên thành Bắc Macedonia, tránh trùng tên gọi với một tỉnh ở phía Bắc của Hy Lạp.
Để thoả thuận đi vào thực tế thì phải được phê chuẩn tại Quốc hội hai quốc gia và được người dân chấp nhận trong một cuộc trưng cầu dân ý tại Macedonia. Hiệp định vừa ký kết mở đường cho Macedonia có những cơ hội gia nhập NATO và bắt đầu tiến hành đàm phán gia nhập Liên minh châu Âu. Đây là những nguyện vọng của Macedonia từng bị Hy Lạp ngăn cản.
Tháng 1 năm 2019, Hiệp định chính thức được Quốc hội hai quốc gia thông qua. Ngày 12 tháng 2 năm 2019, hai quốc gia tuyên bố rằng thỏa thuận đổi tên chính thức của Macedonia thành Bắc Macedonia bắt đầu có hiệu lực.

## Lịch sử

### Thời kỳ cổ đại

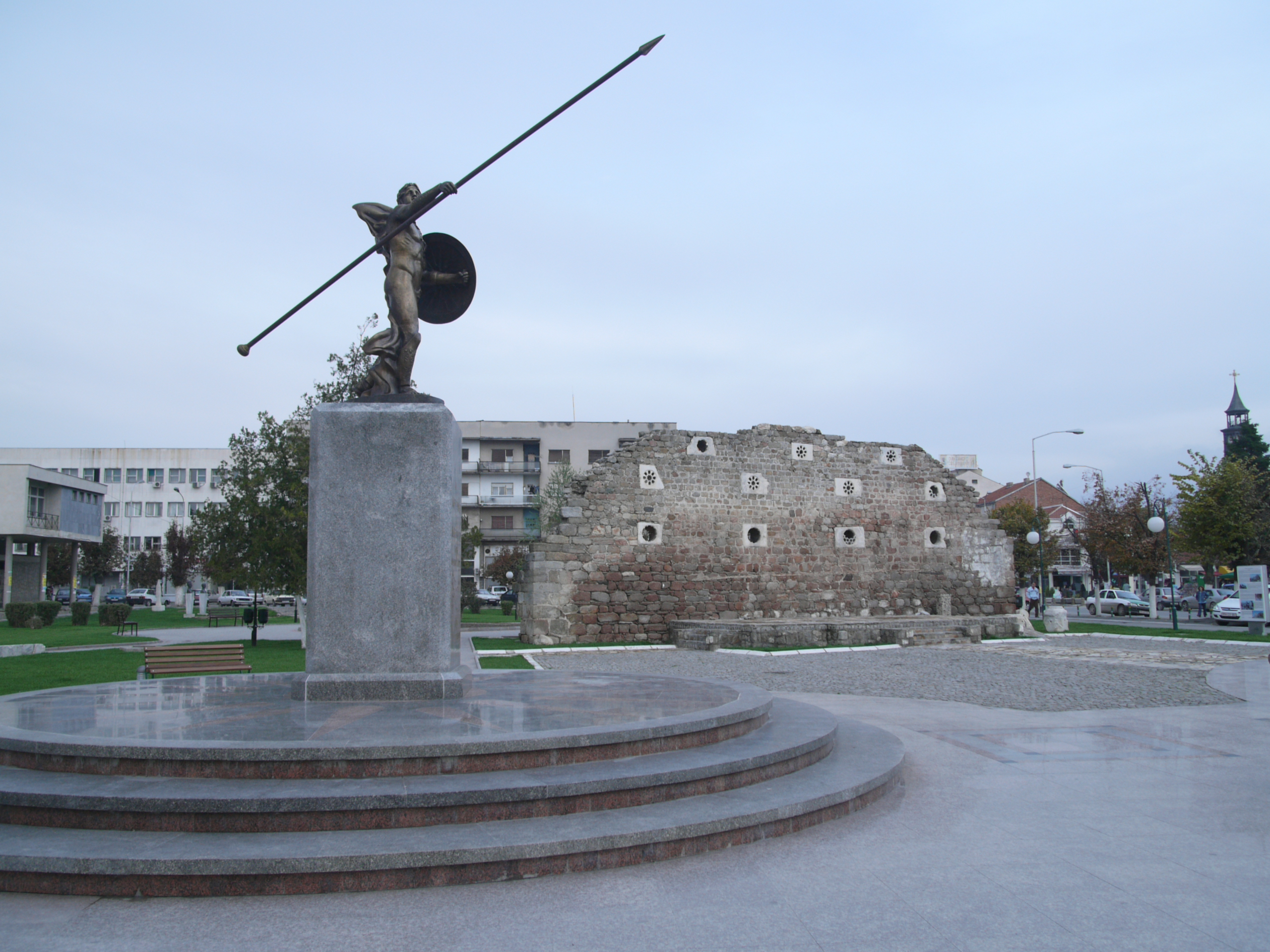
Tượng Alexandros Đại đế tại Prilep, Macedonia

Vương quốc cổ đầu tiên được thành lập tại vùng đất nay là Bắc Macedonia là vương quốc Paionia của người Thrace-Ilyria, họ đã kiểm soát một phần lớn khu vực sông Axius và các khu vực chung quanh lúc bấy giờ. Vào năm 336 trước công nguyên, Vương quốc Macedonia đã xâm chiếm Paionia dưới thời vua Philipos II của Macedonia. Ông đã xây dựng nên thành phố cổ Heraclea Lycentis và tàn tích ngày nay vẫn còn được lưu lại trên lãnh thổ Cộng hòa Bắc Macedonia. Quyền lực của vương triều Paionia bị giảm xuống còn như một nước bán tự trị phụ thuộc vào Vương quốc Macedonia. Con trai của vua Philip II là Alexandros Đại đế (356–323 TCN) đã tiếp tục mở rộng hơn nữa quyền hạn của Macedonia tại Paionia, tuy nhiên vương gia Paionia tại đây vẫn nhận được sự kính trọng từ phía triều đình Alexandros Đại đế. Năm 280 trước công nguyên, người Celt đã đến tàn phá những vùng đất của người Paionia, song sau đó họ lại bị người Dardani đàn áp. Trải qua một vài biến cố lịch sử, người Paionia vẫn tiếp tục duy trì một quốc gia tự trị cho đến khi bị sáp nhập vào Đế chế La Mã hùng mạnh. Và đến năm 400 sau công nguyên, người Paionia đã hoàn toàn bị đồng hóa và cái tên Paionia chỉ còn lại là một địa danh trên bản đồ mà thôi.

### Thời kỳ Trung cổ

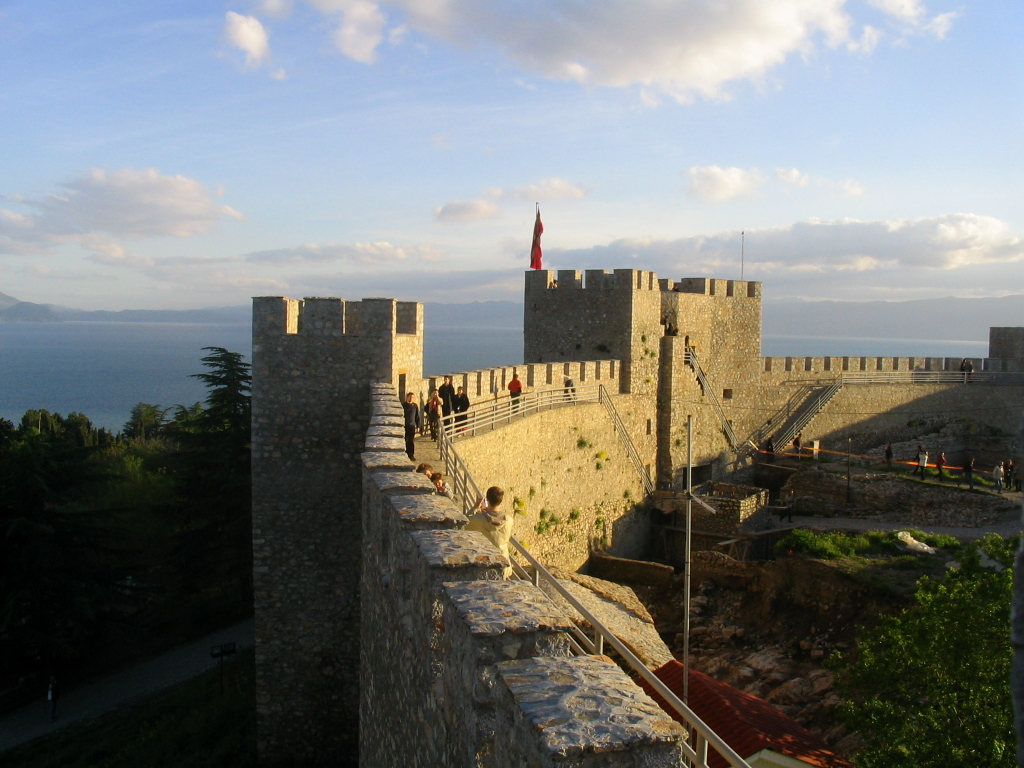
Pháo đài Ohrid tại Macedonia, được xây dựng dưới thời vua Samuil của Bulgaria

Vào cuối thế kỷ 6, Đế quốc Đông La Mã dần trở nên hùng mạnh và bắt đầu kiểm soát những lãnh thổ tan rã của Đế quốc La Mã. Trong khi đó, tại lãnh thổ Cộng hòa Bắc Macedonia ngày nay, người Slav đã tràn vào từ phía bắc. Các dân tộc khác tại vùng này như người Hy Lạp, người Latinh, người Illyria và người Thracia đã bị đẩy đi nơi khác hoặc bị người Slav đồng hóa. Người Slav sau đó bắt đầu nhiều cuộc chiến tranh lớn chống lại Đế quốc Đông La Mã. Họ đã xâm chiếm được hầu hết lãnh thổ Hy Lạp, một bộ phận quan trọng của Đế quốc Đông La Mã ngoại trừ một số thành phố lớn quan trọng như Athena hay Thessaloniki. Để đối phó với người Slav, Đế quốc Đông La Mã đã nhiều lần sử dụng những đội quân viễn chinh lớn. Dưới thời hoàng đế Justinianus II của Đông La Mã, những đội quân viễn chinh này đã trục xuất tới 200.000 người từ vùng Macedonia đến trung tâm Tiểu Á (nay thuộc Thổ Nhĩ Kỳ) để triều cống và phục vụ trong quân đội của đế chế. Trong khi rất nhiều người Slav tại Macedonia đã phải thừa nhận sự thống trị của đế quốc thì một bộ phận lớn khác vẫn cố gắng duy trì bản sắc dân tộc, đồng thời họ vẫn chiếm đa số trong các nhóm sắc tộc tại địa phương. Cùng với sự phát triển của Đế quốc Bulgaria thứ nhất, người Slav tại Macedonia đã sáp nhập vào nền văn hóa Slav của người Bulgaria này.
Người Slav tại Cộng hòa Bắc Macedonia ngày nay đã chấp nhận Đạo Cơ đốc là tôn giáo chính thức của họ vào thế kỷ IX dưới thời hoàng đế Boris I của Bulgaria. Những linh mục người Byzantine Hy Lạp là thánh Cyril và thánh Methodius đã sáng lập ra bảng chữ cái Glagolit và đã có ảnh hưởng quan trọng trong việc hình thành nền văn học của người Slav tại khu vực lúc bấy giờ. Những công trình của họ đã được chấp nhận tại Bulgaria trung cổ và thánh Clement của Ohrid đã dựa vào đó mà sáng tạo nên bảng chữ cái Kirin cho các dân tộc Slav. Thánh Naum của Ohrid đã thành lập nên Trường Văn học Ohrid, một trong những trung tâm văn hóa lớn của Đế chế Bulgaria lúc bấy giờ.
Năm 1018, hoàng đế Basil II của Đông La Mã đánh thắng hoàng đế Samuil của Bulgaria và lãnh thổ Cộng hòa Bắc Macedonia ngày nay lại thuộc về chủ quyền của Đông La Mã. Những thế kỉ sau đó, vùng đất này liên tiếp bị cai trị bởi nhiều thế lực khác nhau. Vào thế kỷ 11, người Đông La Mã đã kiểm soát hoàn toàn khu vực Balkan nhưng sau đó, đến cuối thế kỷ 12 vùng đất này lại rơi vào tay của Đế quốc Bulgaria thứ hai. Đế chế này sau đó đã vấp phải nhiều vấn đề chính trị nội bộ và Macedonia lại trở về tay Đông La Mã vào thế kỷ 13. Thế kỷ 14, vùng đất Macedonia trở thành một phần của Đế quốc Serbia. Skopje trở thành thủ đô của hoàng đế Stefan Dushan của người Serbia.
Sau khi hoàng đế Stefan Dushan mất, Đế quốc Serbia nhanh chóng suy yếu do những người kế vị kém cỏi và sự tranh giành quyền lực trong nước. Hậu quả là phần lớn khu vực Balkan, trong đó có Macedonia đã rơi vào tay Đế quốc Ottoman suốt 5 thế kỉ sau đó.

### Phong trào Vận động Dân tộc
Sự cai trị tàn bạo của Đế chế Ottoman đã khiến cho nhiều cuộc nổi dậy của người Macedonia nổ ra. Một trong những cuộc nổi dậy sớm nhất nổ ra là Khởi nghĩa Karposh vào năm 1689. Từ cuối thế kỷ XIX, nhiều cuộc vận động dân tộc đã diễn ra với mục tiêu là thành lập một nhà nước tự trị cho người Macedonia trên toàn vùng Macedonia. Các tổ chức chính trị quan trọng như Tổ chức Cách mạng Quốc gia Macedonia (viết tắt theo tiếng Anh là IMRO) được thành lập đã đóng vai trò quan trọng trong việc vận động tinh thần dân tộc đất nước và tiến hành những cuộc khởi nghĩa chống lại chính quyền Ottoman, lúc bấy giờ đã bắt đầu suy yếu. Năm 1903, IMRO đã tiến hành cuộc Khởi nghĩa Iliden-Preobrazhenie với đỉnh cao là sự thành lập nước Cộng hòa Krushevo. Tuy cuộc khởi nghĩa đã bị đàn áp dã man song nó được đánh giá là nền móng và tiền thân của sự thành lập nước Cộng hòa Macedonia sau này.

### Thế kỷ 20

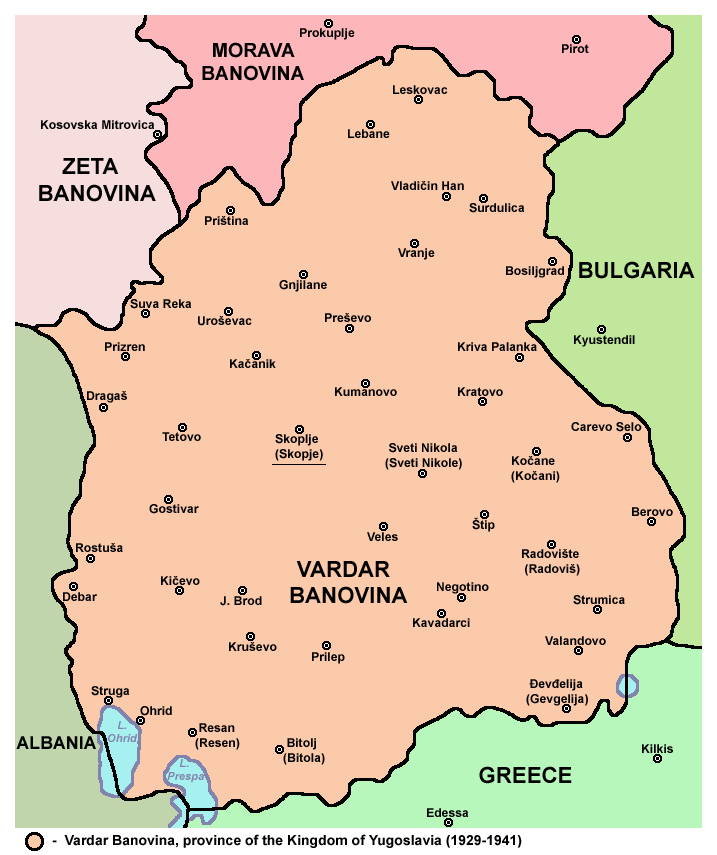

Sau hai cuộc chiến tranh Balkan vào năm 1912 và 1913 rồi sau đó là sự sụp đổ của Đế quốc Ottoman, vùng Macedonia được phân chia thành các phần của Hy Lạp, Bulgaria và Serbia. Vùng lãnh thổ ngày nay là Cộng hòa Bắc Macedonia trở thành một bộ phận của Serbia với tên gọi Južna Srbija ("Nam Serbia"). Sau Chiến tranh thế giới thứ nhất, Serbia lại trở thành một phần của Vương quốc của người Serb, người Croat và người Sloven. Năm 1929, vương quốc này đổi tên thành Vương quốc Nam Tư và chia thành các tỉnh. Nam Serbia được đổi thành tỉnh Vardar nằm trong vương quốc.
Năm 1941, quân phát xít xâm lược Nam Tư và tỉnh Vardar bị chia sẻ giữa phát xít Bulgaria và phát xít Ý lúc đó đã xâm chiếm Albania. Trong thời kỳ này, 7000 người Do Thái tại hai thành phố Skopje và Bitola đã bị bắt vào những trại tập trung rồi bị trục xuất. Chế độ phát xít tàn bạo đã thúc đẩy phong trào đấu tranh của những người cộng sản tại Nam Tư dưới sự lãnh đạo của Nguyên soái Josip Broz Tito. Khi Chiến tranh thế giới thứ hai kết thúc, Tito trở thành Tổng thống Nam Tư và Liên bang Cộng hòa Nhân dân Nam Tư được thành lập. Nước Cộng hòa Nhân dân Macedonia cũng được thành lập và trở thành một trong sáu nước thành viên của Liên bang. Về sau năm 1963, khi Nam Tư đổi tên thành Liên bang Cộng hòa Xã hội Chủ nghĩa Nam Tư thì nước này cũng đổi tên lại thành Cộng hòa Xã hội Chủ nghĩa Macedonia.

### Cộng hòa Macedonia (1991 - 2019)
Ngày 8 tháng 9 năm 1991, Macedonia ly khai ra khỏi Liên bang Nam Tư một cách hòa bình và lấy ngày này là ngày quốc khánh. Khoảng đầu thập niên 1990, nước này vẫn giữ được hòa bình và không can dự vào cuộc Chiến tranh Nam Tư khốc liệt ở những nước láng giềng. Những vấn đề nhỏ về mặt biên giới giữa Cộng hòa Macedonia với Nam Tư đều đã được giải quyết. Nhưng khi cuộc chiến tranh ở Kosovo nổ ra vào năm 1999, khoảng 360.000 người Albania tị nạn đã chạy vào Macedonia khiến gây mất ổn định tình hình tại nước này. Mặc dù một phần người Albania đã dời đi sau khi chiến tranh kết thúc nhưng những người Albania ở cả hai phía biên giới lại tìm cách đòi quyền tự trị và thậm chí cao hơn nữa là đòi quyền độc lập cho cộng đồng người Albania tại Cộng hòa Macedonia. Những vụ xung đột đã nổ ra giữa chính phủ Skopje với quân phiến loạn Albania tại miền bắc và miền tây đất nước trong khoảng giữa tháng 3 và tháng 6 năm 2001. Cuối cùng cuộc chiến kết thúc với sự can thiệp của lực lượng ngừng bắn của NATO. Theo Hiệp định Ohrid, chính phủ Macedonia đồng ý trao nhiều quyền chính trị rộng rãi hơn cho người Albania cũng như công nhận những đóng góp văn hóa của cộng đồng thiểu số này. Còn người Albania theo thỏa thuận sẽ ngừng các hoạt động ly khai chống chính phủ và giao nộp vũ khí cho NATO.
Năm 2005, Cộng hòa Macedonia chính thức được công nhận là ứng cử viên tiếp theo cho việc gia nhập Liên minh châu Âu.

### Cộng hòa Bắc Macedonia (2019 - nay)
Ngày 17 tháng 6 năm 2018, Thủ tướng Macedonia Zoran Zaev gặp Thủ tướng Hy Lạp Alexis Tsipras tại hồ Prespa, ngay khu biên giới giữa Hy Lạp, Macedonia và Albania, để ký Hiệp định Prespa nêu rõ việc Cộng hoà Macedonia sẽ đổi tên thành Cộng hòa Bắc Macedonia, tránh trùng tên gọi với một tỉnh ở phía Bắc của Hy Lạp.
Để thoả thuận đi vào thực tế thì phải được thông qua tại Quốc hội hai quốc gia và được người dân chấp nhận trong một cuộc trưng cầu dân ý tại Macedonia. Hiệp định vừa ký kết mở đường cho Macedonia có cơ hội gia nhập NATO và bắt đầu tiến hành đàm phán gia nhập Liên minh châu Âu. Đây là những nguyện vọng của Macedonia từng bị Hy Lạp ngăn cản.
Tháng 1 năm 2019, Hiệp định chính thức được Quốc hội hai quốc gia thông qua. Ngày 12 tháng 2 năm 2019, hai quốc gia tuyên bố rằng thỏa thuận đổi tên chính thức của Cộng hòa Macedonia thành Cộng hòa Bắc Macedonia bắt đầu có hiệu lực.

## Chính trị

### Chính phủ
|                                        |                              |
| Gordana Siljanovska Davkova Tổng thống | Hristijan Mickoski Thủ tướng |

Bắc Macedonia theo thể chế dân chủ nghị viện. Nhánh hành pháp nằm dưới sự điều hành của chính phủ, nhánh lập pháp thì cùng được điều hành bởi cả chính phủ và quốc hội. Nhánh tư pháp độc lập với hai nhánh hành pháp và lập pháp.
Chính phủ Bắc Macedonia được thành lập bởi sự liên kết của nhiều đảng phái hợp thành. Quốc hội được tổ chức theo mô hình lưỡng viện: thượng viện và hạ viện. Số thành viên Quốc hội là 120 thành viên và được bầu lại 4 năm một lần.
Tổng thống chỉ có vai trò nghi thức còn phần lớn quyền lực thực sự thì nằm trong tay người đứng đầu chính phủ là thủ tướng. Tổng thống còn là tổng tư lệnh quân đội và là người đứng đầu các lực lượng vũ trang quốc gia. Ông cũng là người đứng đầu Hội đồng An ninh của đất nước. Chức vụ tổng thống Bắc Macedonia có nhiệm kỳ 5 năm và mỗi tổng thống có thể nắm tối đa 2 nhiệm kỳ. Thủ tướng hiện tại là Gordana Siljanovska-Davkova. Còn đương kim thủ tướng hiện nay là ông Hristijan Mickoski.
Nhánh tư pháp ở nước này được thực thi bởi các tòa án. Đứng đầu hệ thống tư pháp là Tòa án Tối cao, Tòa án Hiến pháp và Tòa án Tư pháp nhà nước.
Một trong những vấn đề chính trị hàng đầu hiện nay tại Bắc Macedonia là mâu thuẫn chính trị giữa các đảng của người Macedonia chiếm đa số và cộng đồng người Albania thiểu số. Những xung đột này đã dẫn đến một cuộc chiến tranh xảy ra trong thời gian ngắn vào năm 2001 và được dàn xếp bởi cộng đồng quốc tế sau đó. Tháng 8 năm 2004, chính phủ Bắc Macedonia đồng ý trao cho người Albania thiểu số quyền tự trị rộng rãi tại những vùng miền mà họ kiểm soát, tuy nhiên nguy cơ về vấn đề ly khai như Kosovo vẫn có khả năng xảy ra tại quốc gia này.

### Quan hệ ngoại giao

Hình ảnh mặt trời Vergina trên lá cờ gây tranh cãi của Macedonia (1992-1995)

Về nhiều mặt, Bắc Macedonia vẫn giữ mối quan hệ tốt đẹp với Hy Lạp. Khoảng 57% đầu tư nước ngoài ở Bắc Macedonia đến từ quốc gia láng giềng phía nam này. Mối quan hệ giữa Bắc Macedonia với Hy Lạp có thể nói đã được cải thiện khá nhiều trong vài năm qua nhưng bên cạnh đó, vấn đề tên gọi quốc gia vẫn là một trở ngại lớn trong việc thiết lập quan hệ ngoại giao đầy đủ giữa hai nước . Trong khi người Macedonia cho rằng cái tên Macedonia là tên gọi để chỉ dân tộc và ngôn ngữ của họ thì người Hy Lạp cho rằng cái tên đó lại bao hàm cả những phần lãnh thổ của Hy Lạp với cùng tên đó nữa. Những tranh cãi và lịch sử và văn hóa giữa hai nước cũng hết sức căng thẳng. Năm 1992, sau khi tách ra khỏi Liên bang Nam Tư, nước Cộng hòa Macedonia thông qua việc sử dụng một lá cờ mới với hình ảnh mặt trời Vergina của Vương quốc Macedonia cổ đại. Athena đã lên tiếng phản đối quyết liệt hành động trên và vào năm 1995, Cộng hòa Macedonia đã đổi sang sử dụng lá cờ như hiện nay.
Do không thể giải quyết thỏa đáng vấn đề tên gọi quốc gia với Hy Lạp, Cộng hòa Macedonia chấp nhận gia nhập các tổ chức quốc tế với tên gọi Cựu Cộng hòa Nam Tư Macedonia. Hiện nước này là thành viên của nhiều tổ chức quốc tế như Liên Hợp Quốc, Tổ chức An ninh và Hợp tác châu Âu, Hội đồng châu Âu, Cộng đồng Pháp ngữ, Tổ chức Thương mại Thế giới. Bắc Macedonia được kết nạp vào NATO năm 2020 và hiện có nguyện vọng gia nhập Liên minh châu Âu.
Ngày 17 tháng 12 năm 2005, Bắc Macedonia chính thức được công nhận là ứng cử viên gia nhập Liên minh châu Âu.

### Phân chia hành chính

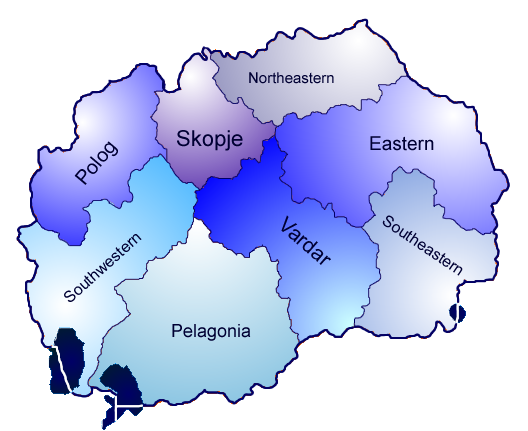
8 vùng thống kê của Bắc Macedonia

Tháng 9 năm 1996, Bắc Macedonia được chia thành 123 đô thị tự trị. Tháng 8 năm 2004, số đô thị tự trị được tổ chức lại và giảm xuống con số 85 (trong đó 10 đô thị tự trị nằm trong thành phố Skopje, còn gọi là Đại Skopje). Các đô thị tự trị là bậc phân cấp hành chính cơ bản của Cộng hòa Bắc Macedonia. Trước đó, chính quyền địa phương của nước này được tổ chức vào 34 quận hành chính phía trên.
Bên cạnh đó, Bắc Macedonia còn được chia thành 8 vùng, chủ yếu nhằm mục đích thống kê. Danh sách các vùng thống kê của Bắc Macedonia bao gồm:
- Skopje
- Pelagonia
- Polog
- Vùng Đông
- Vùng Đông Nam
- Vùng Đông Bắc
- Vùng Tây Nam
- Vardar

## Kinh tế

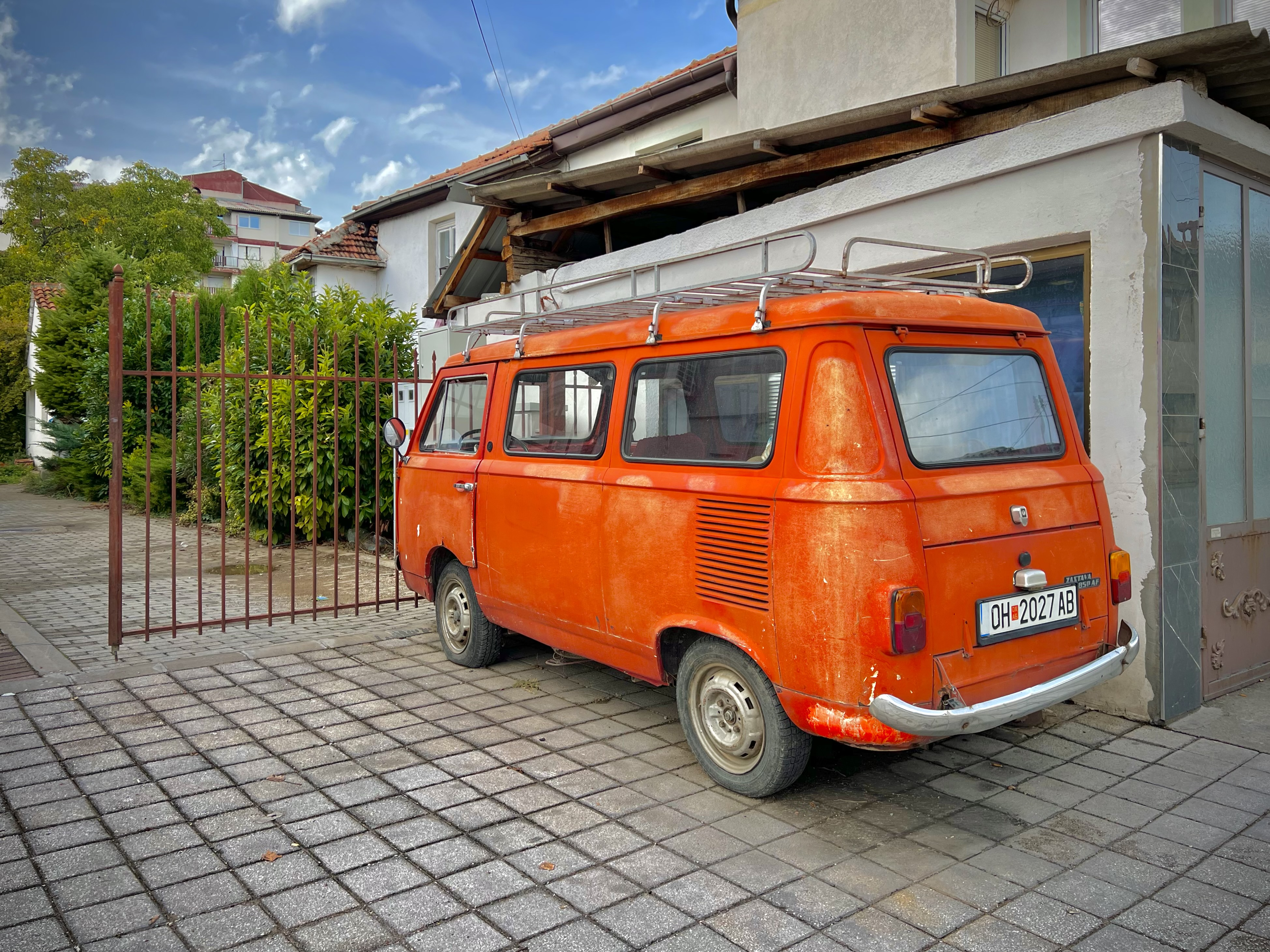
Quang cảnh ở Ohrid

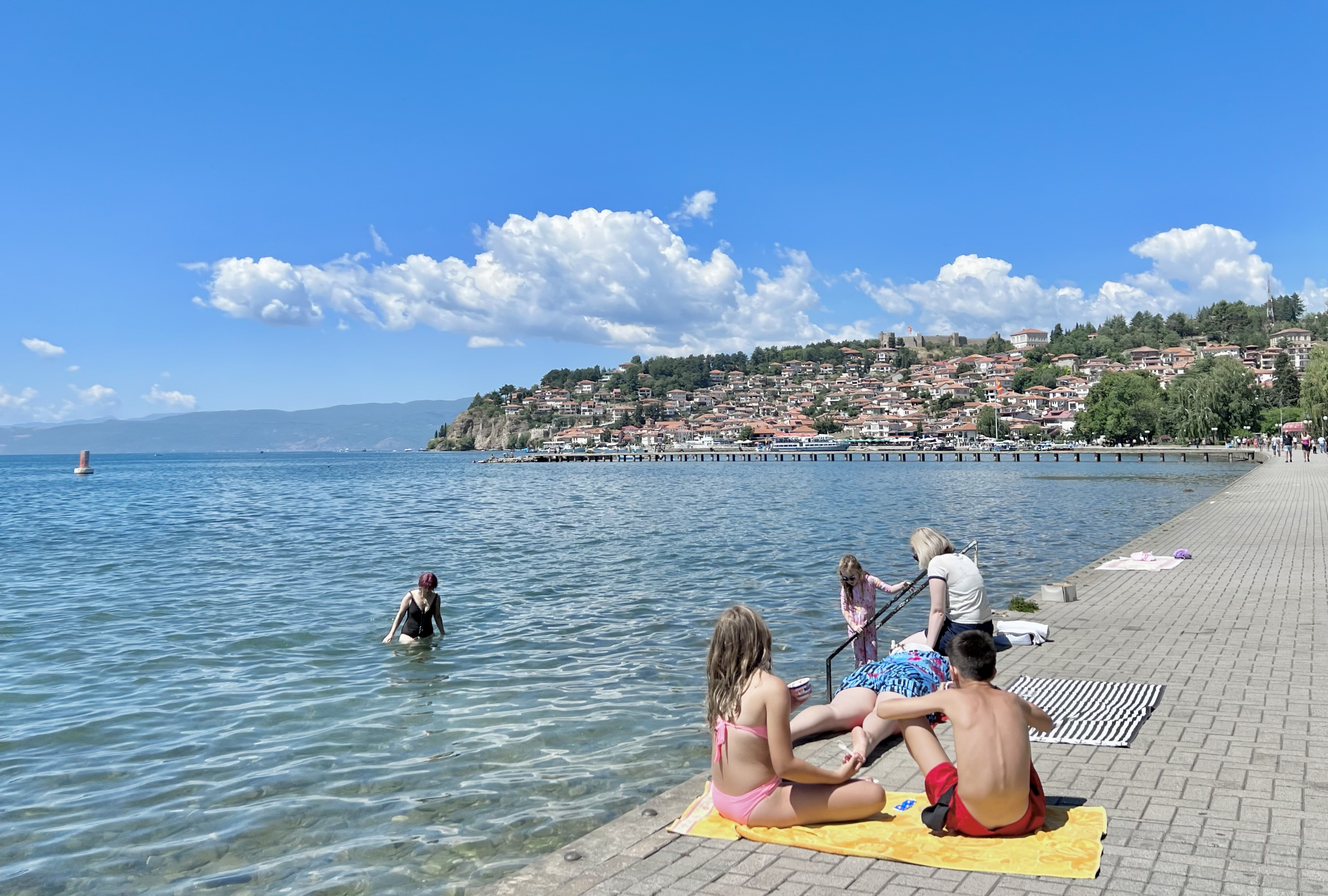
Du lịch ở Bắc Macedonia

Macedonia chủ trương xây dựng kinh tế thị trường. Tuy nhiên với một nền kinh tế nhỏ, mở cửa, điều này khiến Macedonia trở thành nước dễ bị tác động bởi các nền kinh tế phát triển khác của châu Âu và khả năng phát triển kinh tế phụ thuộc vào hội nhập khu vực và quá trình gia nhập Liên minh châu Âu.
Thời kỳ 1991-2001, kinh tế suy thoái (GDP -4,5%) do tình hình chính trị không ổn định, bị ảnh hưởng nặng nề của cuộc khủng hoảng ở Kosovo (1999) và cuộc nội chiến với người Albania (2001). Từ năm 2002 bắt đầu có dấu hiệu phục hồi ở một số ngành kinh tế mũi nhọn như khai khoáng, chế biến nông phẩm, nông nghiệp, ngư nghiệp, xây dựng, giao thông vận tải và dịch vụ. Trong các năm 2003- 2007 GDP tăng trưởng trung bình 4%/năm. Từ sau năm 1996, Macedonia trở thành nước có nền kinh tế vĩ mô ổn định với tỉ lệ lạm phát thấp, tuy nhiên không hấp dẫn được đầu tư trực tiếp của nước ngoài, tín dụng thấp, thâm hụt ngoại thương lớn, tạo được ít việc làm. Vì vậy, tỉ lệ thất nghiệp luôn ở mức cao (trên 30%).
Năm 2009, do tác động của khủng hoảng kinh tế thế giới, GDP của Macedonia giảm (tăng trưởng đạt âm 1,2%), lạm phát dưới 1%, thất nghiệp khoảng 33%, nợ công 32% GDP. Năm 2010, nhờ thực hiện chính sách tài chính bảo thủ, chính sách tiền tệ nghiêm ngặt và hoàn thiện hệ thống tài chính, Macedonia đã cải thiện được bước đầu mức tín dụng, giữ được kinh tế vĩ mô ổn định, kinh tế có tăng trưởng nhẹ (mức tăng GDP đạt 1,3%), duy trì được lạm phát ở mức 1,6%, nợ công thấp ~35% GDP, nhưng tỉ lệ thất nghiệp cao (31,7%).
Tỉ trọng các ngành trong nền kinh tế (ước tính năm 2010, %GDP): 
- Nông nghiệp: 8,7%. Sản phẩm nông nghiệp chủ yếu là nho, hoa quả, rau củ, sữa, trứng, thuốc lá.
- Công nghiệp: 22,1%. Sản phẩm công nghiệp chủ yếu là chế biến thực phẩm, đồ uống, dệt may, hoá chất, sắt, thép, xi măng, năng lượng, dược phẩm.
- Dịch vụ: 69,2%.

Kim ngạch xuất khẩu: 3,17 tỉ USD (2010). Bắc Macedonia xuất khẩu chủ yếu các mặt hàng như thực phẩm, nước uống, thuốc lá, hàng dệt may, hàng tạp hoá, sắt, thép. Các bạn hàng xuất khẩu chính là Đức, Hy Lạp, Ý, Bulgari và Croatia. Kim ngạch nhập khẩu: 5,113 tỉ USD (2010). Hàng nhập khẩu chủ yếu vào Macedonia là máy móc và thiết bị, động cơ, hoá chất, chất đốt, thực phẩm. Bạn hàng nhập khẩu chính là Đức, Hy Lạp, Bulgaria, Ý, Thổ Nhĩ Kỳ, Slovenia và Hungary. Tính đến năm 2016, GDP của Macedonia đạt 10.492 USD, đứng thứ 132 thế giới và đứng thứ 41 châu Âu.

## Tôn giáo
Tôn giáo tại Macedonia (2002)
Chính Thống giáo là tôn giáo lớn nhất của Bắc Macedonia chiếm 64,7% dân số, phần lớn trong số đó thuộc về Giáo hội Chính thống giáo Macedonia. Nhiều giáo phái Kitô giáo khác chiếm 0,37% dân số. Người Hồi giáo chiếm 33,3% dân số; Macedonia có tỷ lệ người Hồi giáo cao thứ 5 ở châu Âu, sau khi Thổ Nhĩ Kỳ (96%), Kosovo (90%), Albania (56,7%), và Bosnia–Herzegovina (45%). Phần lớn người Hồi giáo là người gốc Albania, Thổ Nhĩ Kỳ, hoặc người Rôma, mặc dù một số ít cũng là người Hồi giáo Macedonia. Còn lại 1,63% được ghi nhận là "tôn giáo không xác định" trong năm 2002 theo cuộc điều tra dân số quốc gia.
Tổng cộng, đã có 1.842 nhà thờ Chính Thống giáo và 580 nhà thờ Hồi giáo vào cuối năm 2011. Các cộng đồng Chính Thống giáo và Hồi giáo đều có trường Đại học tôn giáo ở Skopje. Ngoài ra còn có một trường đại học thần học Chính Thống giáo ở thủ đô. Giáo hội Chính thống Macedonia có thẩm quyền đối với 10 giáo xứ (bảy trong nước và ba ở nước ngoài), có 10 Giám mục và khoảng 350 linh mục. Tổng cộng có 30.000 người được rửa tội trong tất cả các giáo xứ mỗi năm.

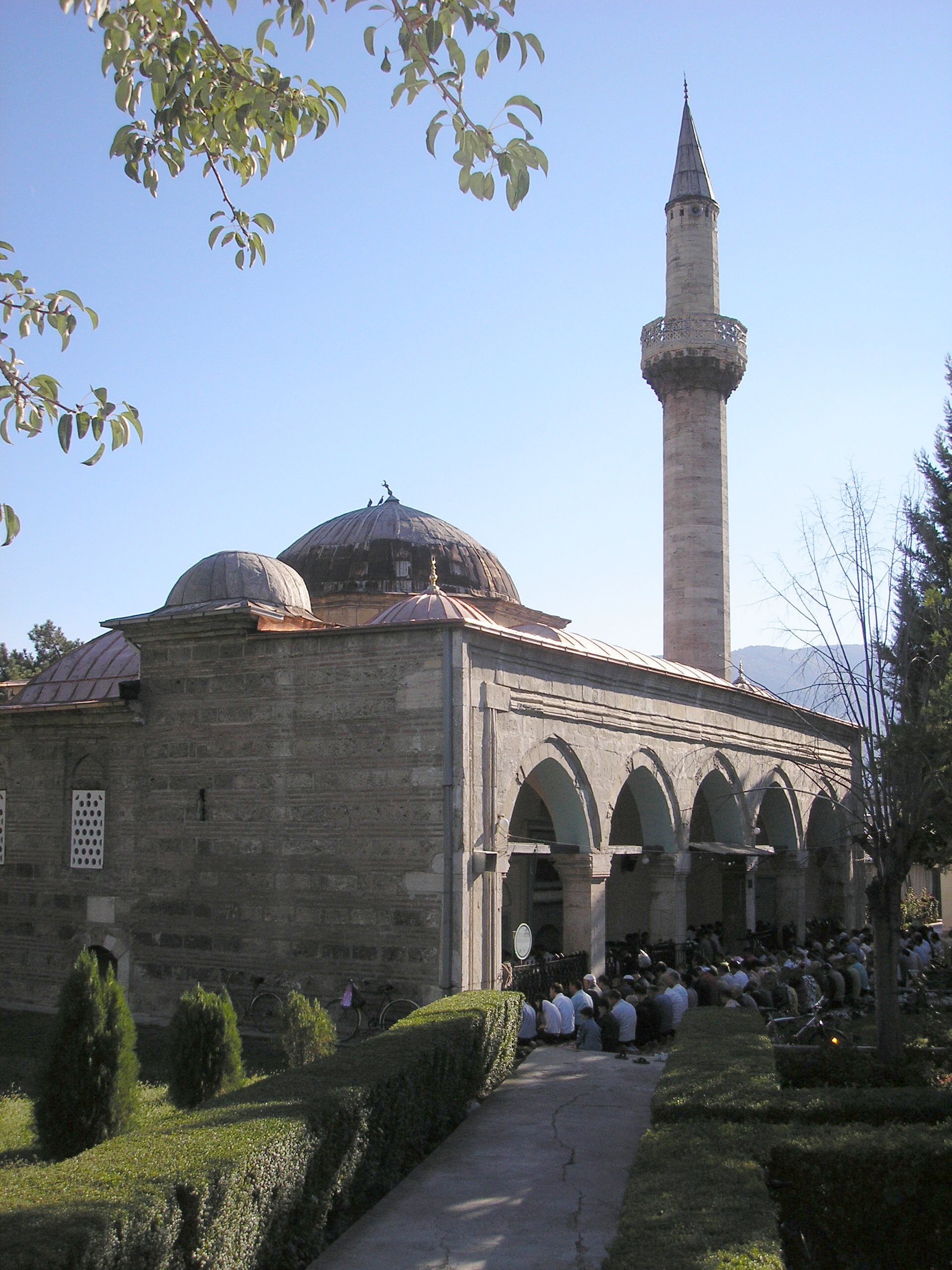
Nhà thờ Hồi giáo Ishak Bey ở Old Bazaar, Skopje.

Có một sự căng thẳng giữa Giáo hội Chính Thống Macedonia và Giáo hội Chính Thống Serbia do tuyên bố Autocephaly năm 1967. Tuy nhiên, Tổng Giám mục Giáo hội Chính Thống Serbia, theo Quyết định số 06/1959, đã công nhận quyền tự chủ (không phụ thuộc) của Giáo hội mình đối với Giáo hội Chính Thống Macedonia. Sau khi các cuộc đàm phán thống nhất giữa hai giáo hội đã bị đình chỉ, Giáo hội Chính Thống Serbia đã công nhận Tổng Giám mục Jovan của Ohrid, một cựu Giám mục Giáo hội Chính Thống Macedonia, là Đức Tổng Giám mục Ohrid. Phản ứng của Giáo hội Chính Thống Macedonia là cắt đứt mọi quan hệ với địa hạt Ohrid của vị tổng Giám mục mới và để ngăn chặn các Giám mục của Giáo hội Chính Thống Serbia xâm nhập vào Macedonia. Giám mục Jovan đã bị tù 18 tháng cho tội "phỉ báng Giáo hội Chính thống Macedonia và làm tổn hại đến tình cảm tôn giáo của người dân địa phương" bằng cách phân phát lịch nhà thờ Chính thống Serbia và tờ rơi tuyên truyền cho Giáo hội Serbia.
Công giáo La Mã có khoảng 11.000 tín đồ ở Macedonia. Giáo hội Công giáo Macedonia được thành lập vào năm 1918, và được tạo thành chủ yếu bởi người cải đạo từ Chính Thông giáo sang Công giáo và con cháu của họ. Giáo hội Công giáo Macedonia thực hành theo nghi lễ Byzantine và hiệp thông hoàn toàn với Giáo hội Công giáo và các Giáo hội Công giáo Đông phương khác.
Có một cộng đồng Tin Lành nhỏ ở Macedonia. Tín đồ Tin Lành nổi tiếng nhất trong cả nước là cố Tổng thống Boris Trajkovski. Ông xuất thân từ cộng đồng Methodist, đó là nhà thờ Tin Lành lớn nhất và lâu đời nhất tại Cộng hòa Bắc Macedonia, có niên đại từ cuối thế kỷ XIX. Từ những năm 1980 cộng đồng Tin Lành đã phát triển, một phần thông qua niềm tin mới và một phần với sự giúp đỡ truyền giáo bên ngoài.
Cộng đồng Do Thái Macedonia, có khoảng 7.200 người trước cuộc chiến tranh thế giới II, đã bị giết chết gần như hoàn toàn: chỉ có 2% người Do Thái sống sót ở Macedonia. Sau khi giải phóng họ và kết thúc chiến tranh, hầu hết người Do Thái Macedonia đã chọn di cư tới Israel. Hiện nay, con số cộng đồng Do Thái khoảng 200 người, tất cả hiện sống ở Skopje. Người Do Thái Macedonia hầu hết thuộc nhánh Sephardic - con cháu của những người tị nạn từ thế kỷ XV những người đã chạy trốn khỏi Tây Ban Nha và Bồ Đào Nha trong cuộc thanh trừng người Do Thái giáo ở 2 nước này.

## Hình ảnh

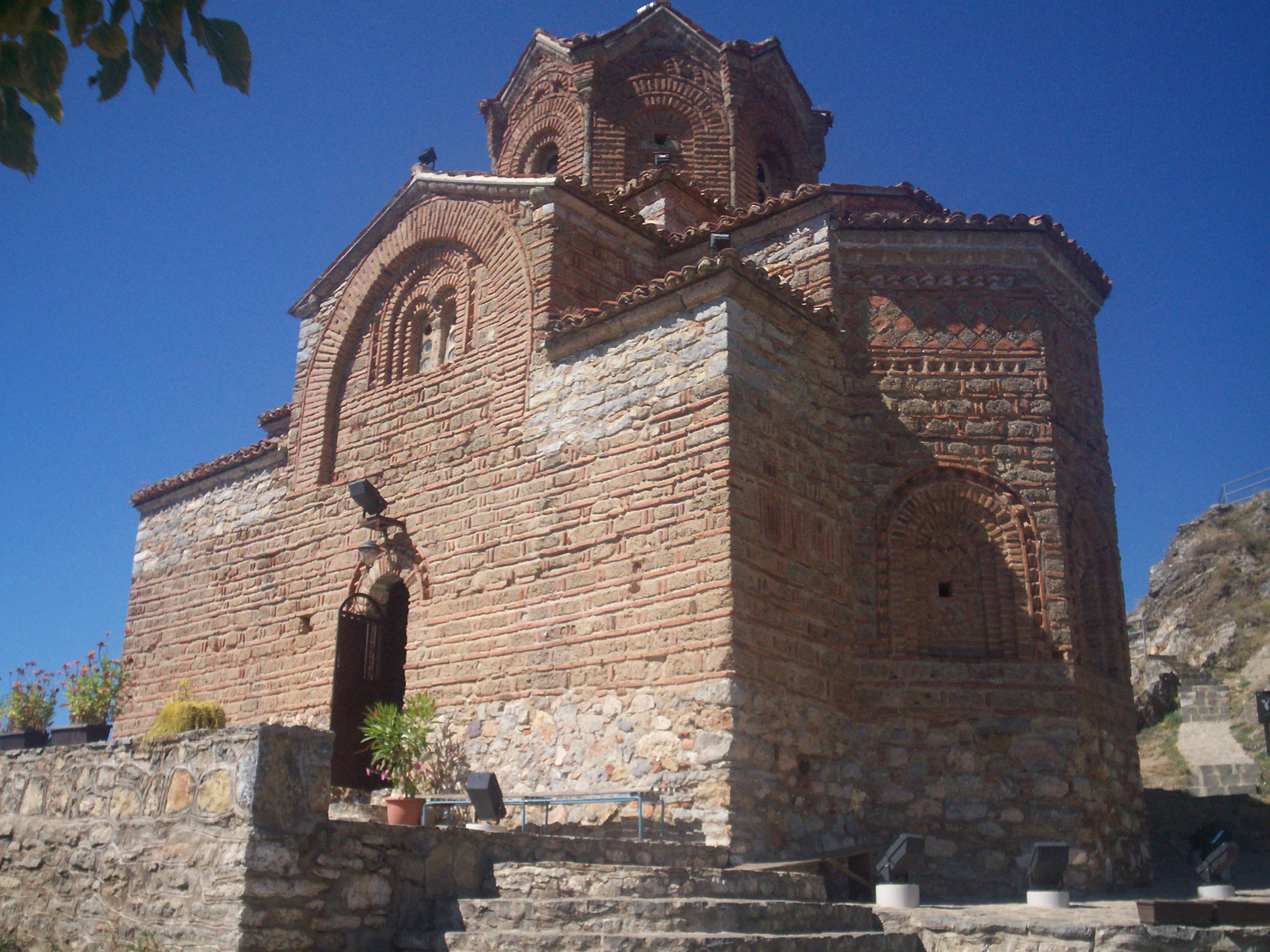
Nhà thờ Thánh Gioan ở Kaneo.
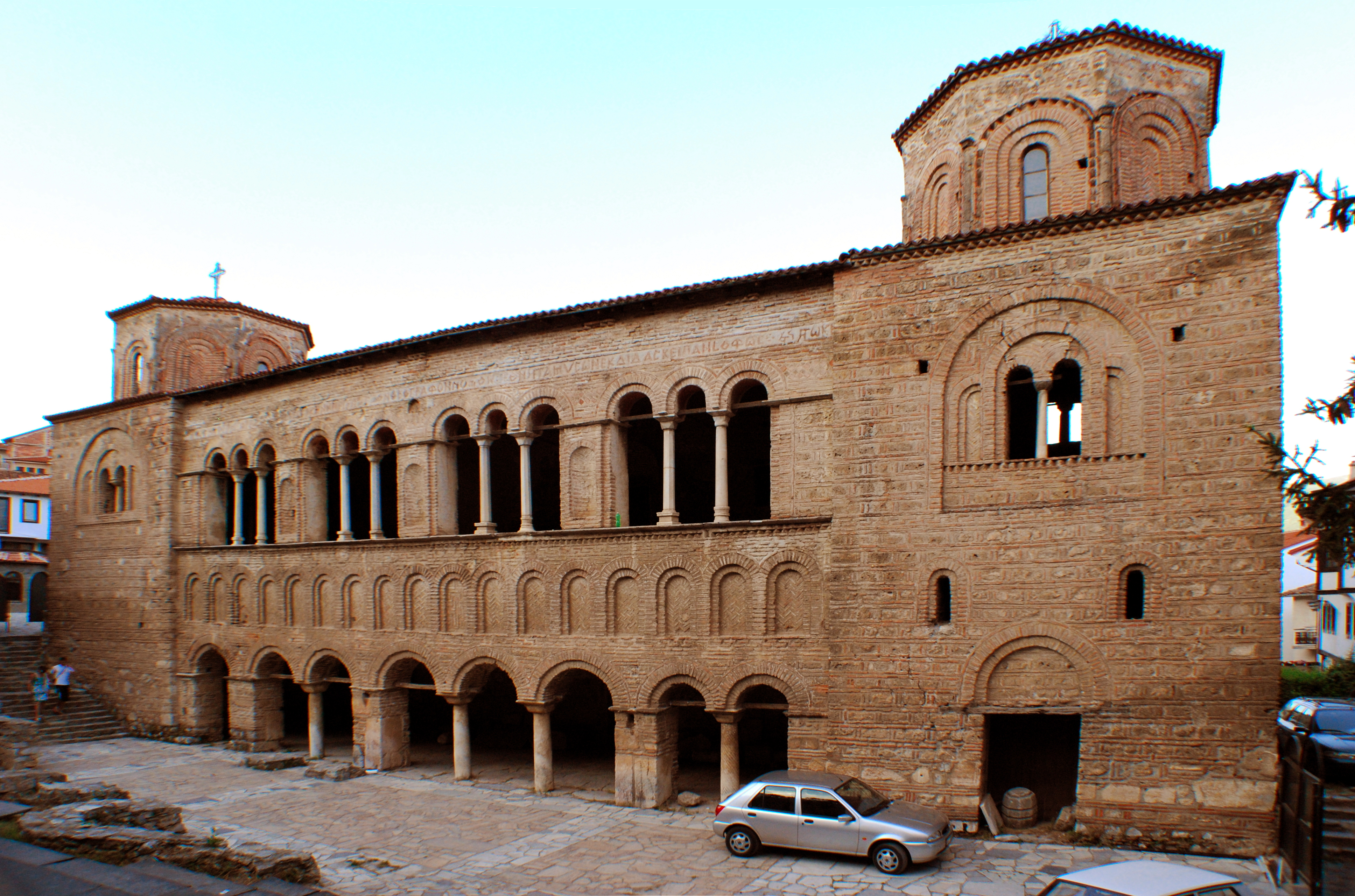
Nhà thờ Thánh Xôphia, Ohrid.
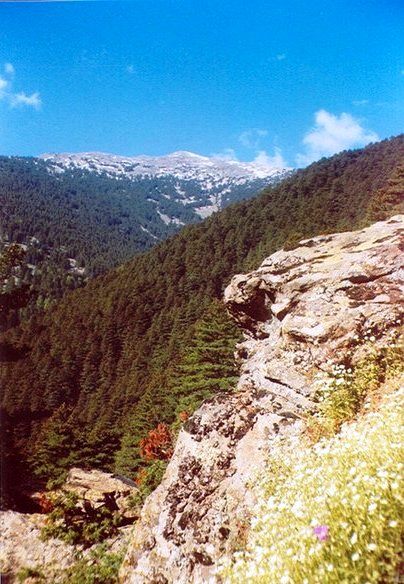
Công viên Quốc gia Pelister.
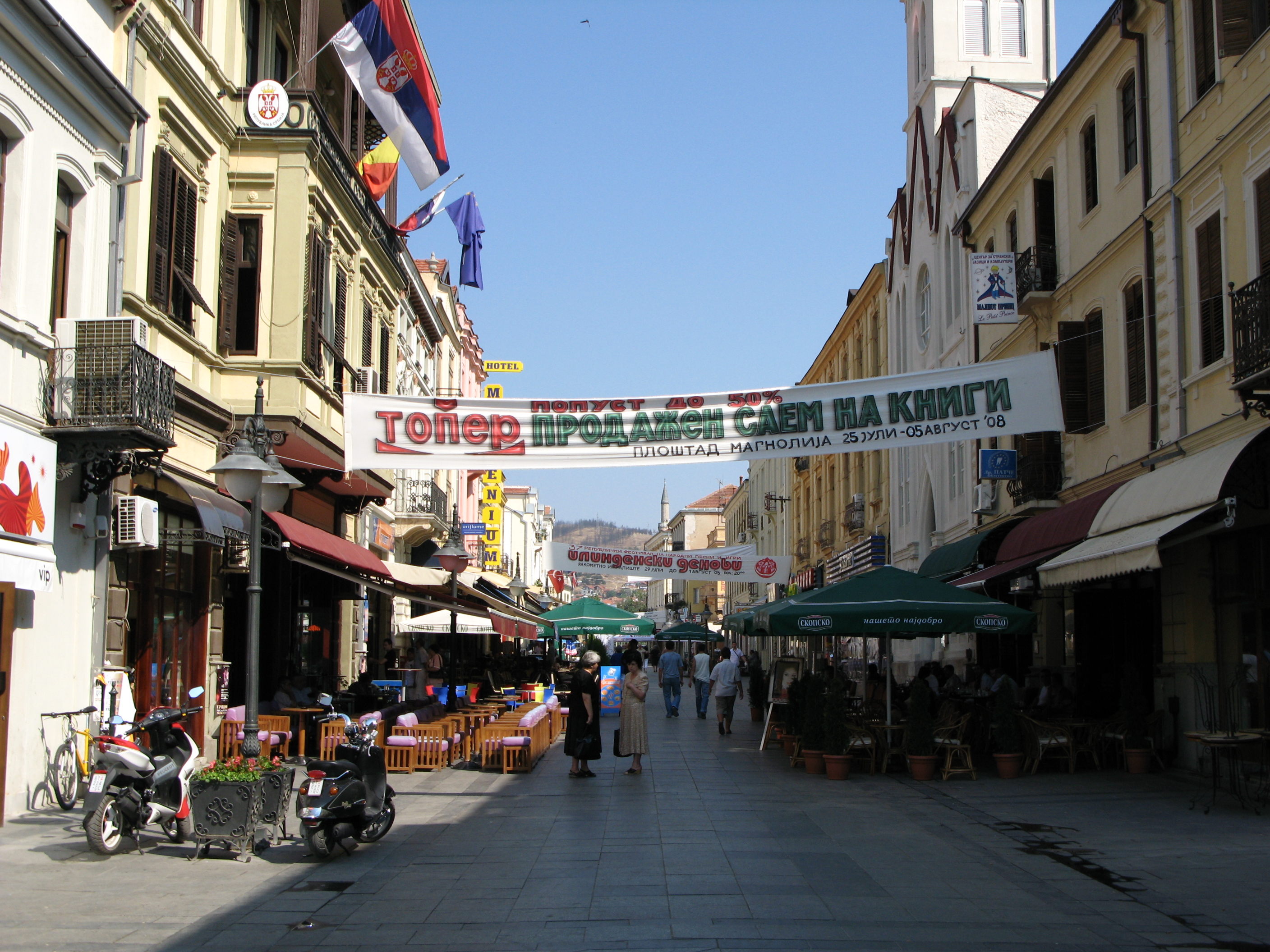
Đường Širok Sokak ở Bitola.
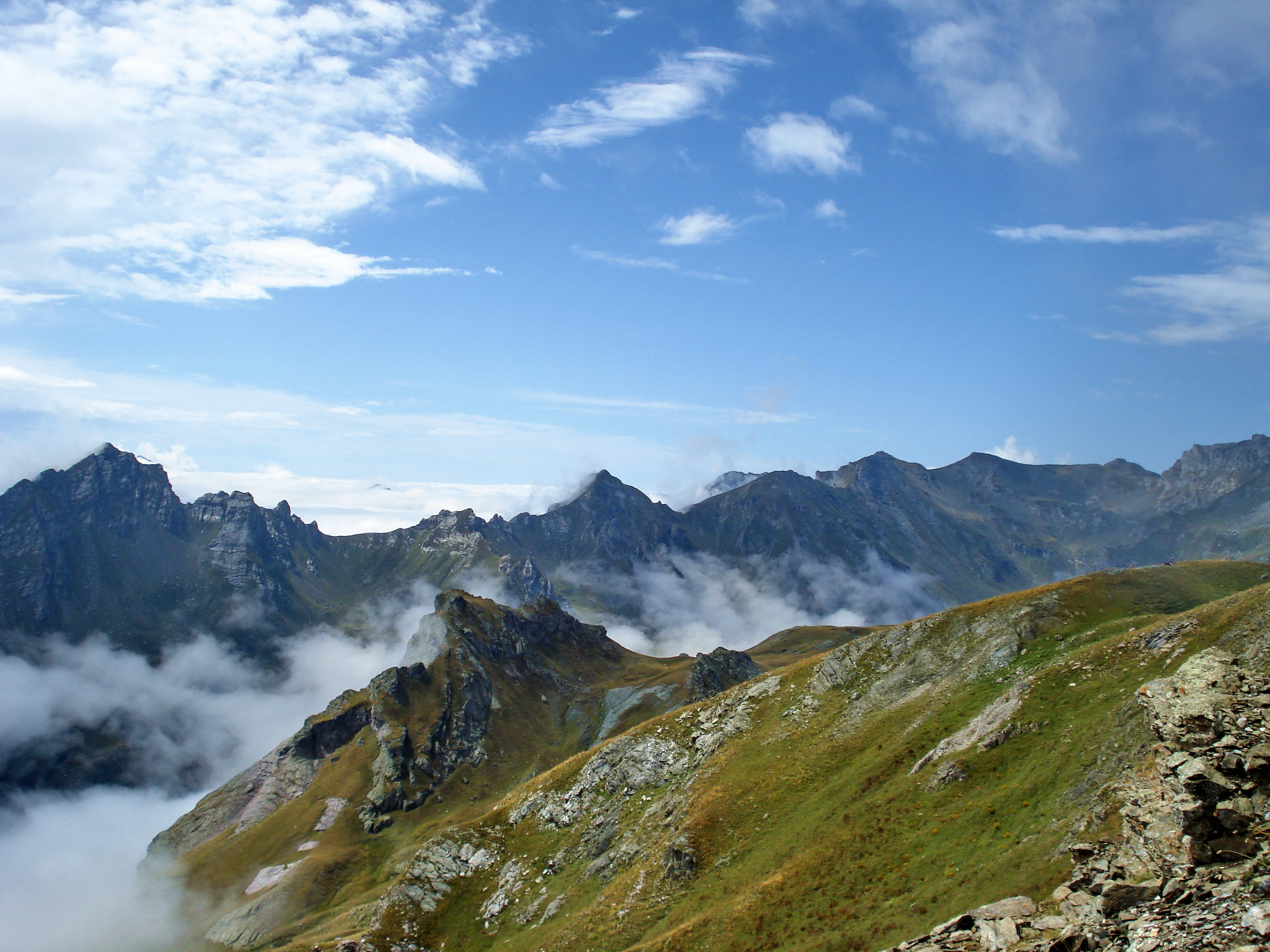
Phong cảnh Đỉnh Korab.
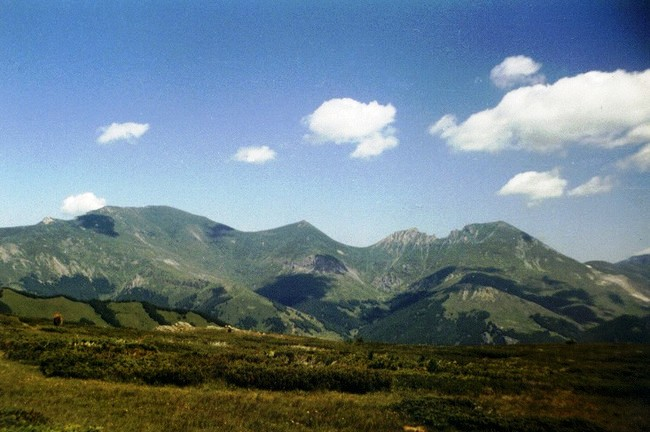
Núi Šar.
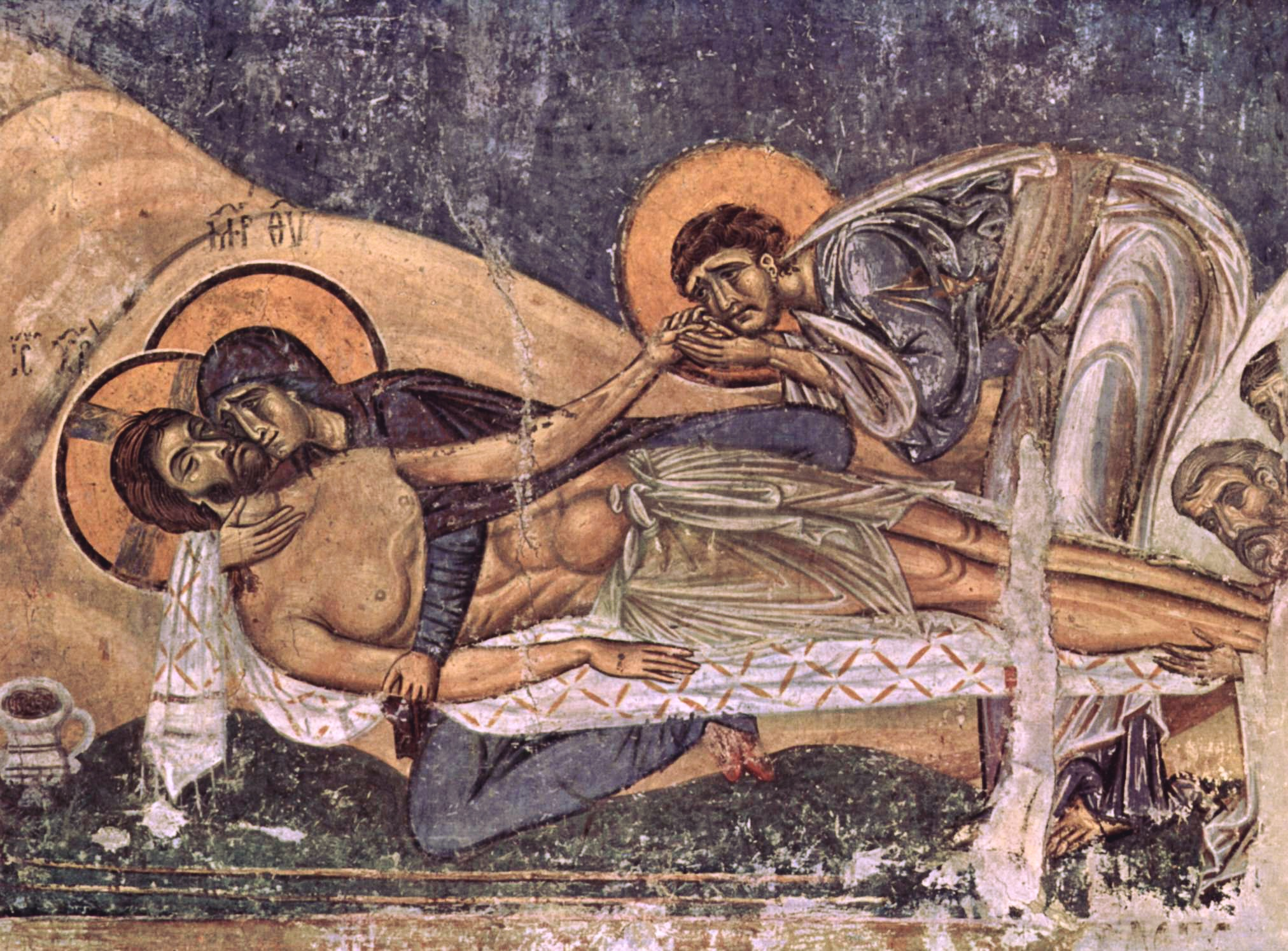
Bức họa trên tường Nhà thờ Thánh Panteleimon (Nerezi).
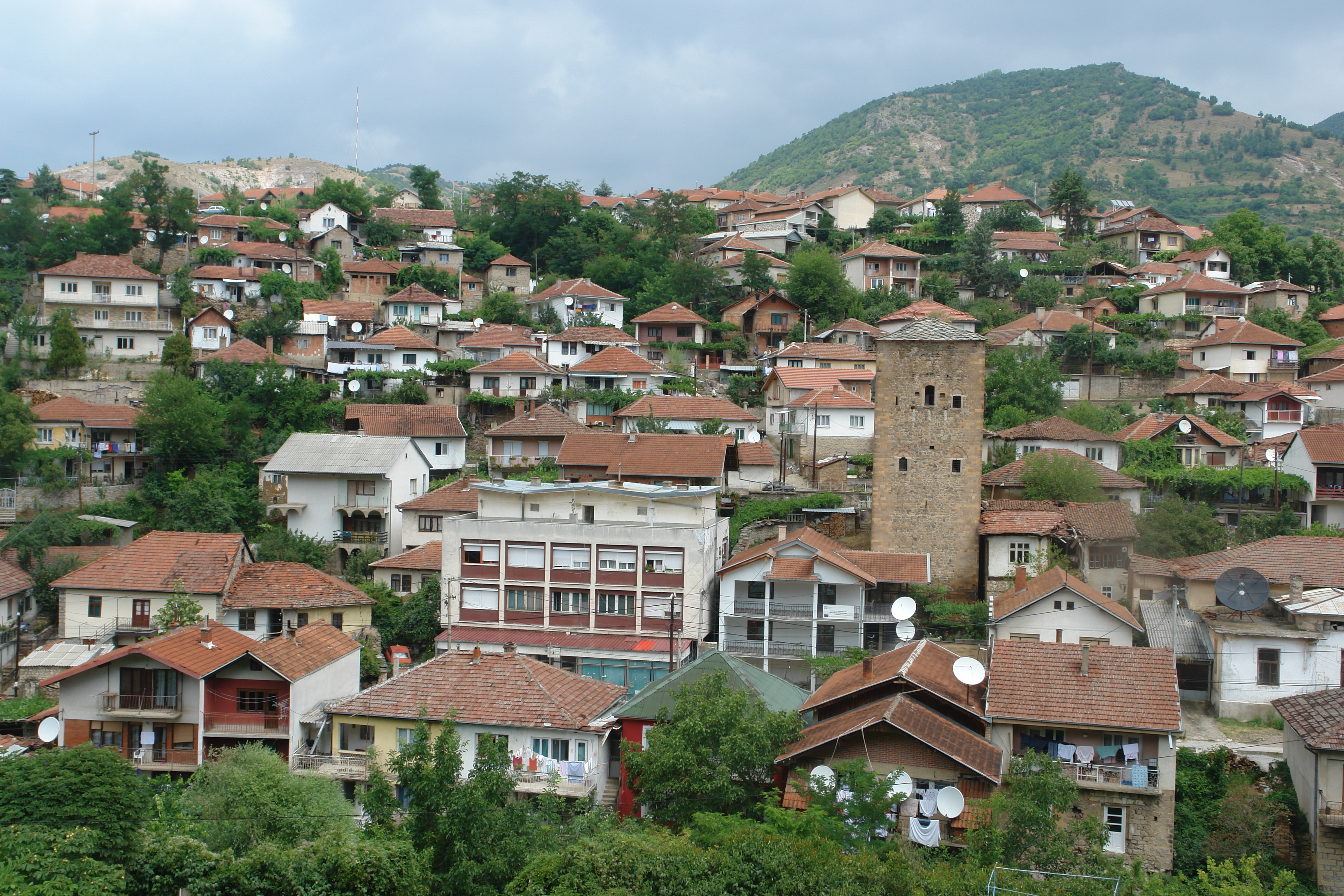
Kratovo.
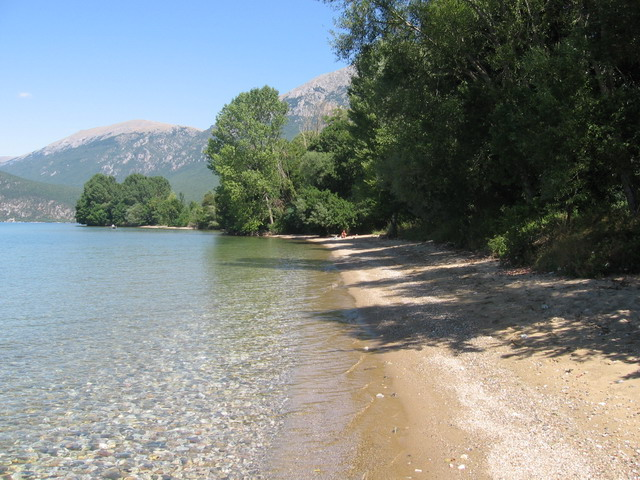
Bãi biển gần Ljubanista.
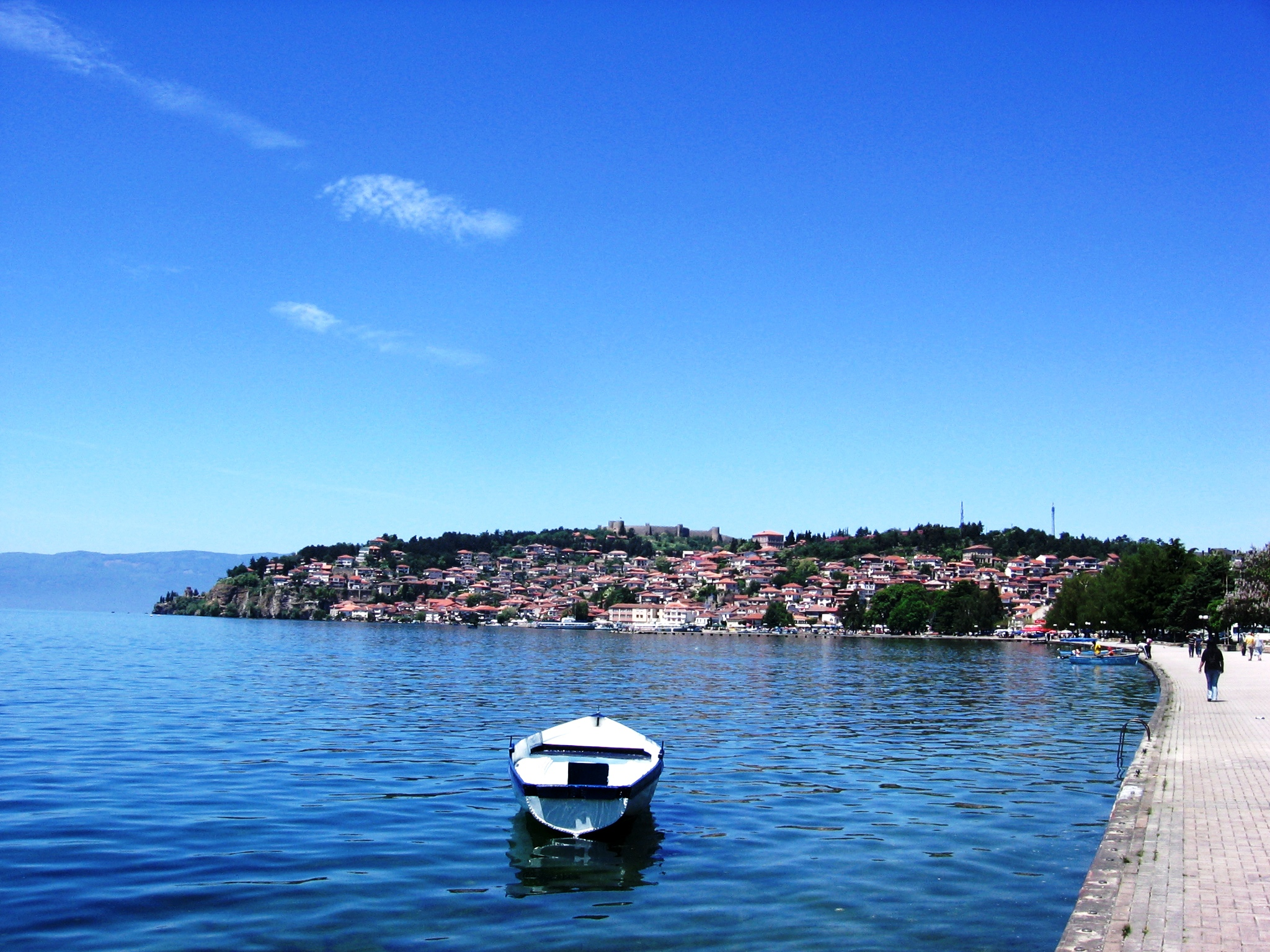
Thành phố Ohrid tọa lạc tại bờ hồ cùng tên.
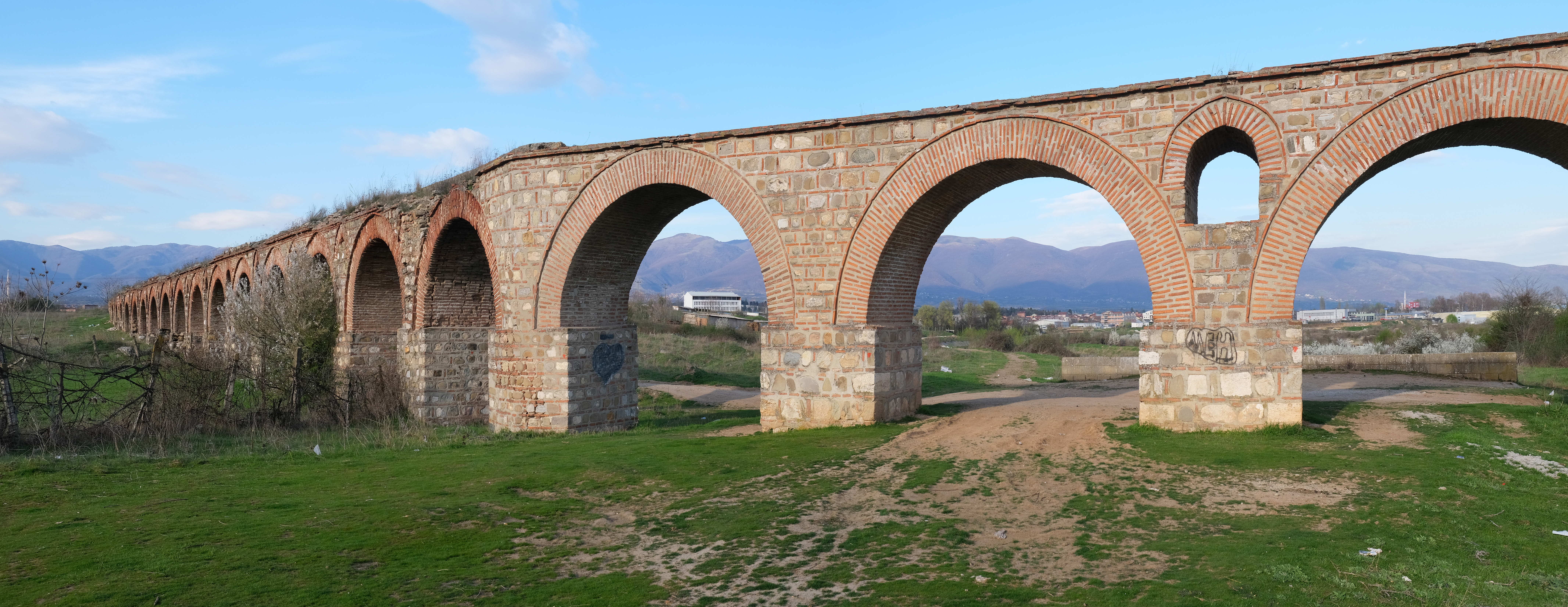
Cầu dẫn nước Skopje.
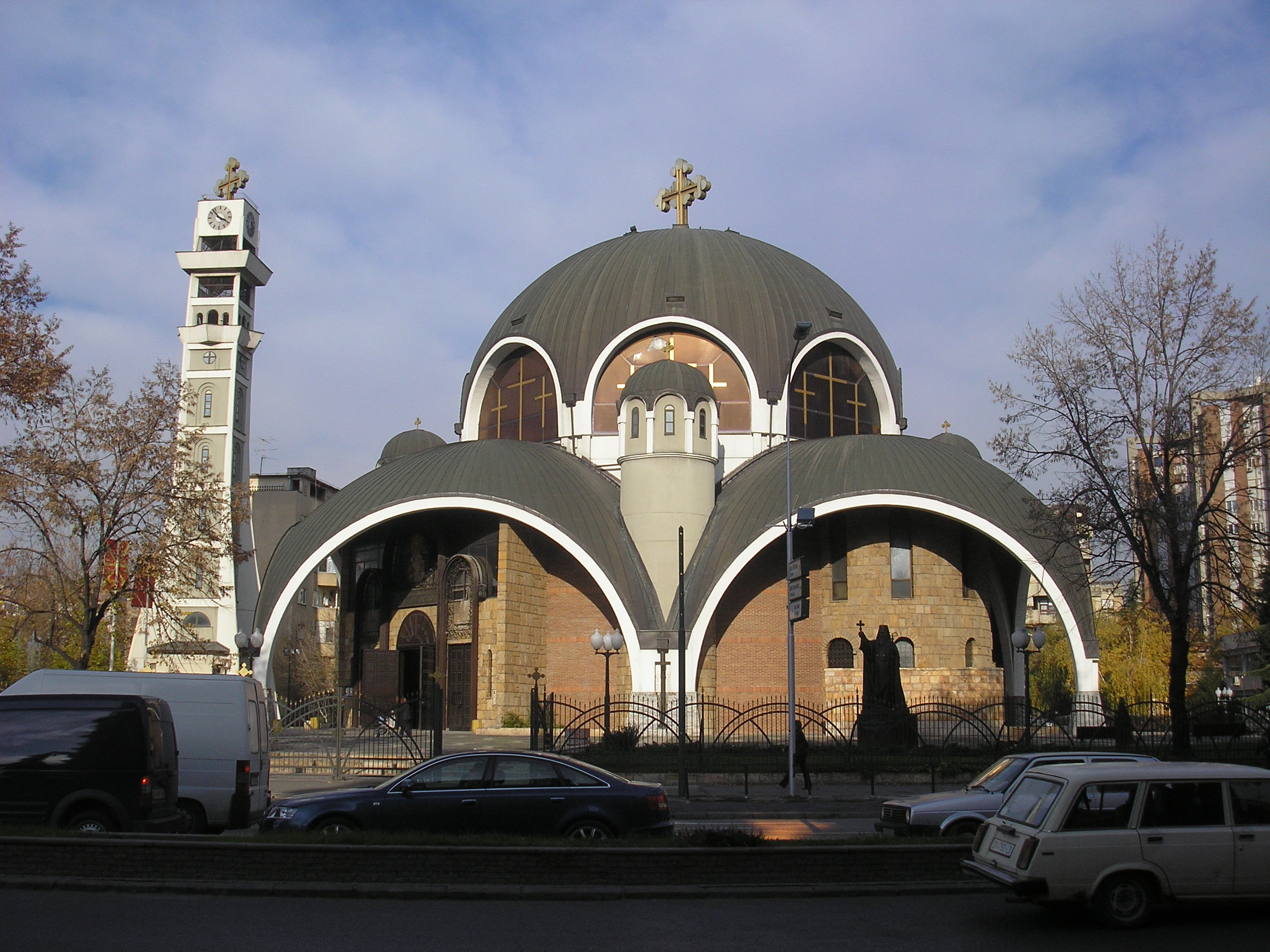
Nhà thờ Thánh Clêmentê ở Skopje.
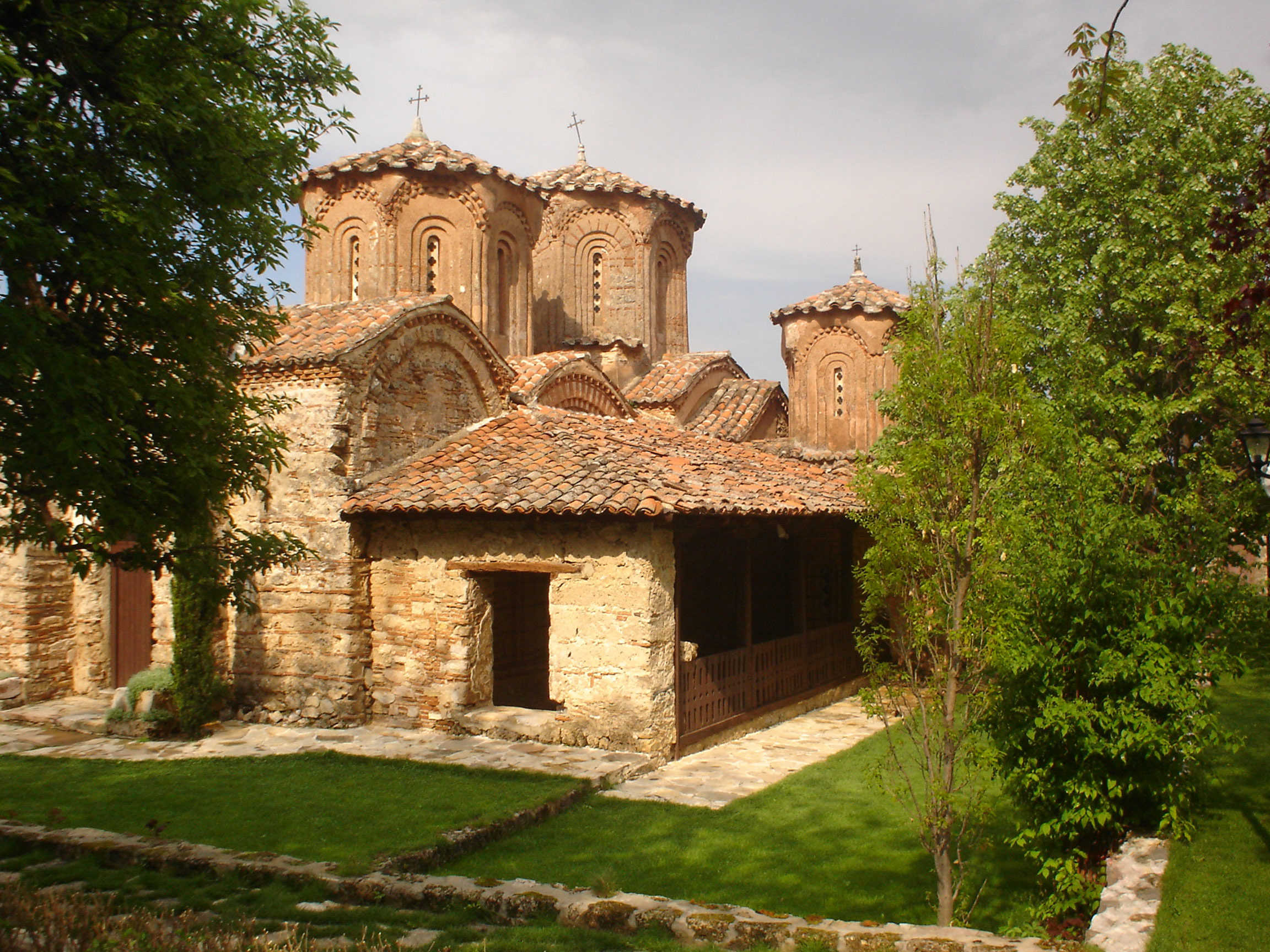
Tu viện Đức Mẹ Đồng Trinh Eleusa ở Strumica.
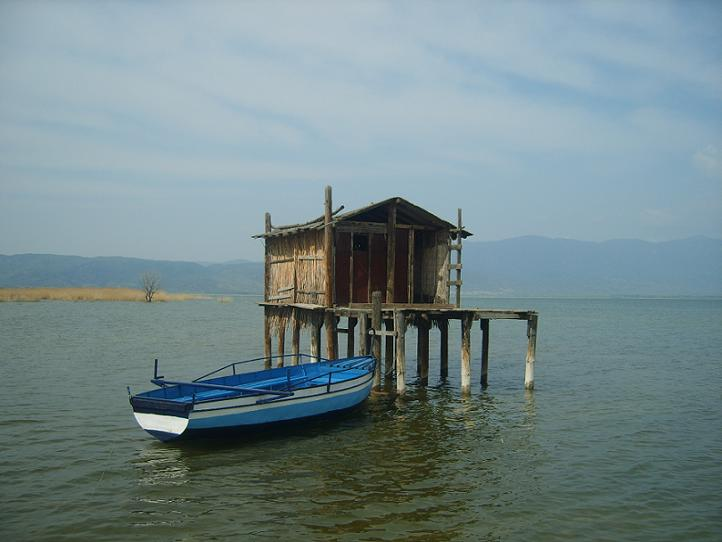
Hồ Dojran tại thành phố cùng tên.
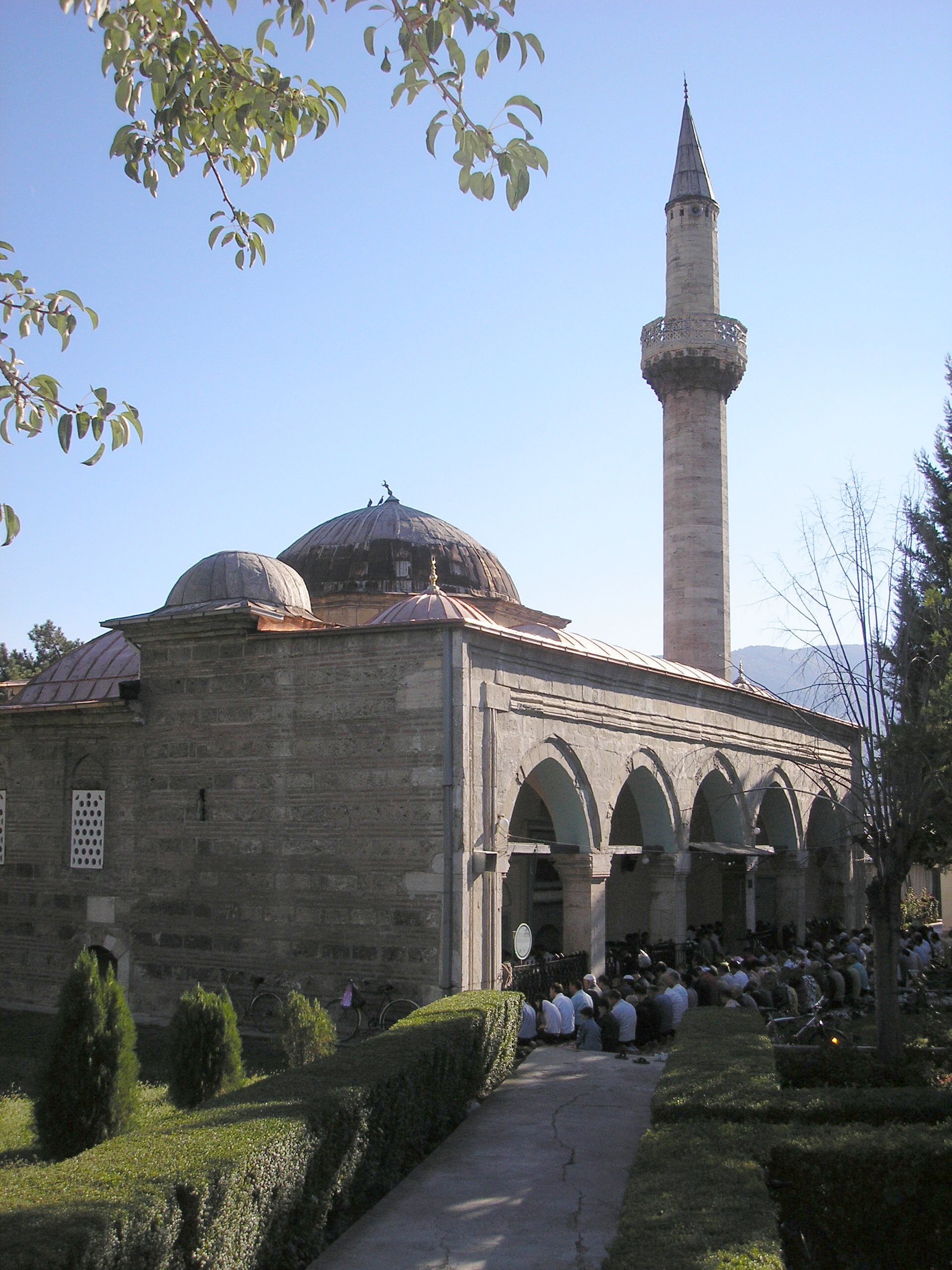
Thánh đường Hồi giáo Ishak Bey tại Stara Čaršija, Skopje.
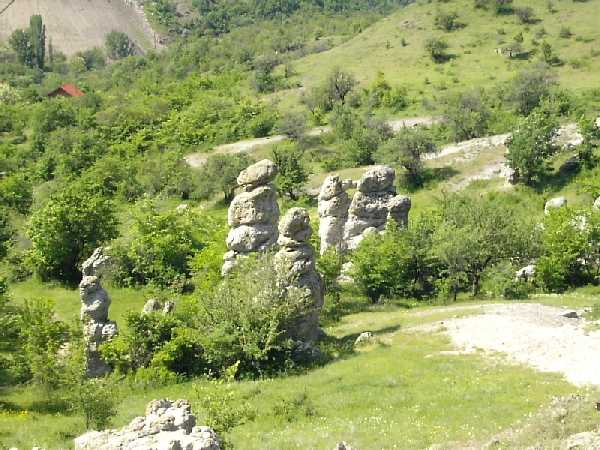
Thành phố Đá của Kuklica.
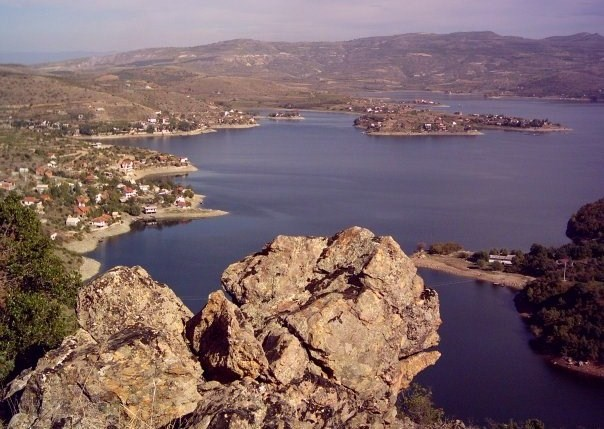
Hồ Tikveš gần Kavadarci.
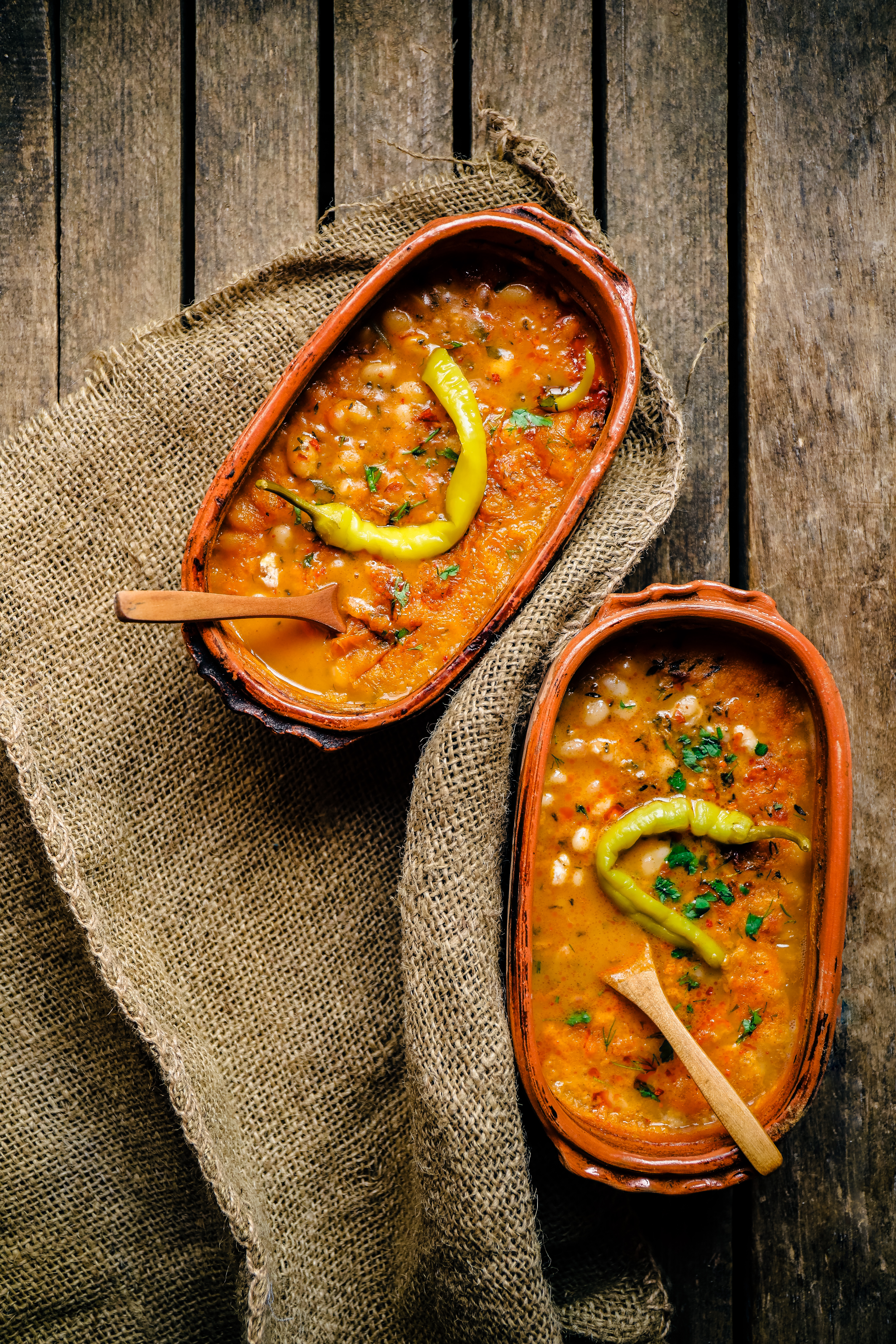